# Concierto pastoral
Concierto pastoral er en koncert for tværfløjte og orkester af Joaquín Rodrigo. Rodrigo skrev værket mellem 1977-1978 som bestillingsværk fra James Galway, som først havde stiftet bekendtskab med komponistens arbejde i 1974, da han bad om tilladelse til at transskribere Fantasia para un Gentilhombre til fløjte. Galway spillede koncerten til dens uropførelse den 17. oktober 1978 i London med Eduardo Mata som dirigent for Philharmonia Orchestra.
Koncerten er i tre satser, hvoraf den anden er kilden til navnet "pastoral":
- Allegro
- Adagio
- Rondo (allegro)

Den første og tredje sats indeholder mange store intervaller, septimer, oktaver og noner, såvel som udstrakt brug af korte og lange forslag.